# 开山镇
开山镇，是中华人民共和国广西壮族自治区贺州市八步区下辖的一个乡镇级行政单位。

## 行政区划
开山镇下辖以下地区：
开山村、东南村、龙岭村、东和村、西安村、安和村和芬水村。

## 中国传统村落
2013年8月，开山村上莫寨村被评为第二批中国传统村落。